# オペル・モヴァノ
モヴァノ（Movano ）は、オペル（イギリスではボクスホール）の大型商用車である。ルノーからOEM供給される車種で、ルノー・マスターのバッジエンジニアリング車である。

## モヴァノA

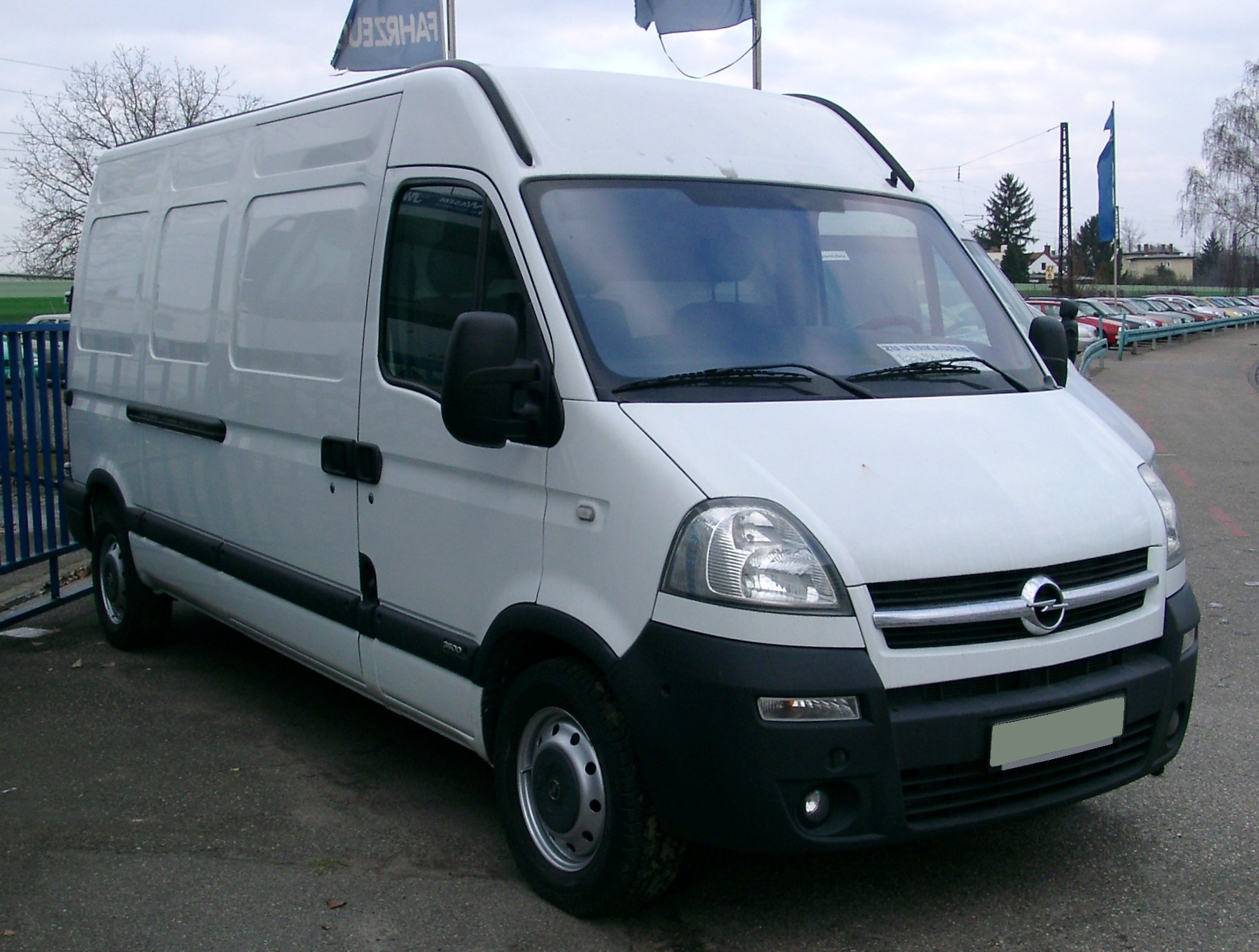
モヴァノA（後期型）

1999年に販売が開始された。ルノー・マスターおよび2001年から発売開始された日産・インタースターとは兄弟車の関係にあたる。2003年にはマスターやインタースター同様にフェイスリフトが行われた。
3種類のホイールベース、全高、車両重量のモデルがラインアップされ、また2人乗りのほか、6人乗りおよび9人乗りのバン、7人乗りのタクシー、16人乗りのバスモデルがラインアップされている。

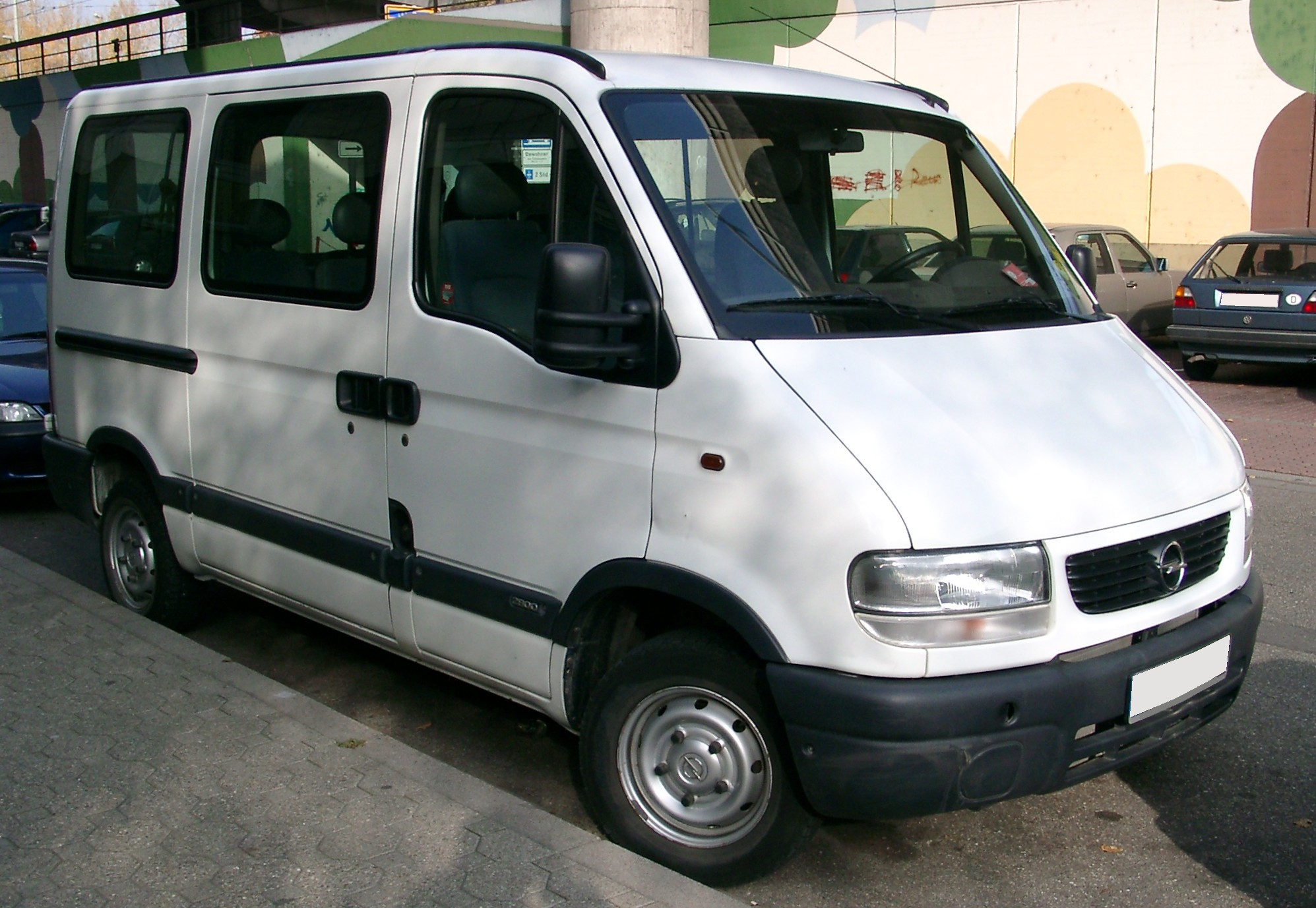
前期型
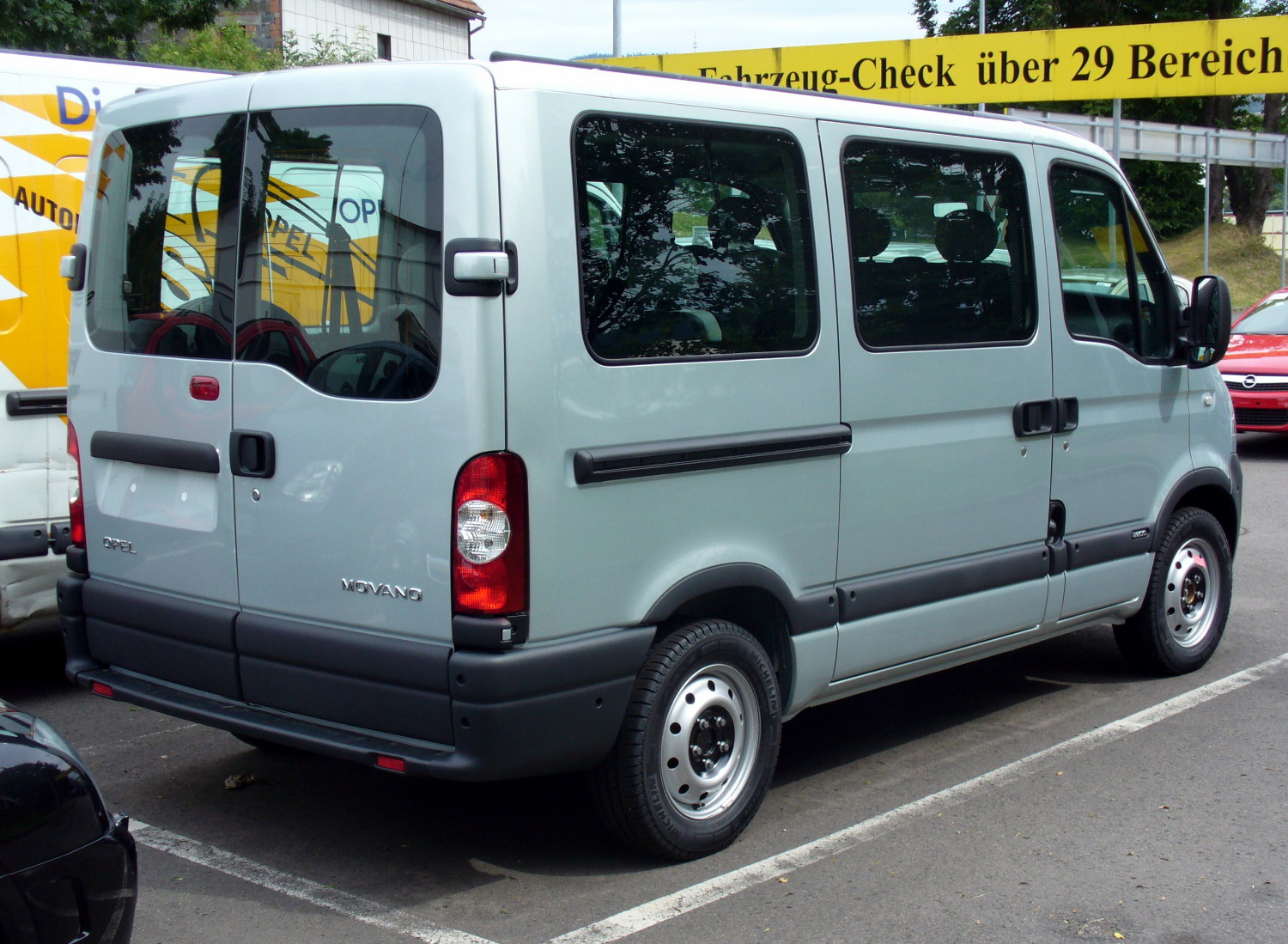
リア（後期型）

## モヴァノB

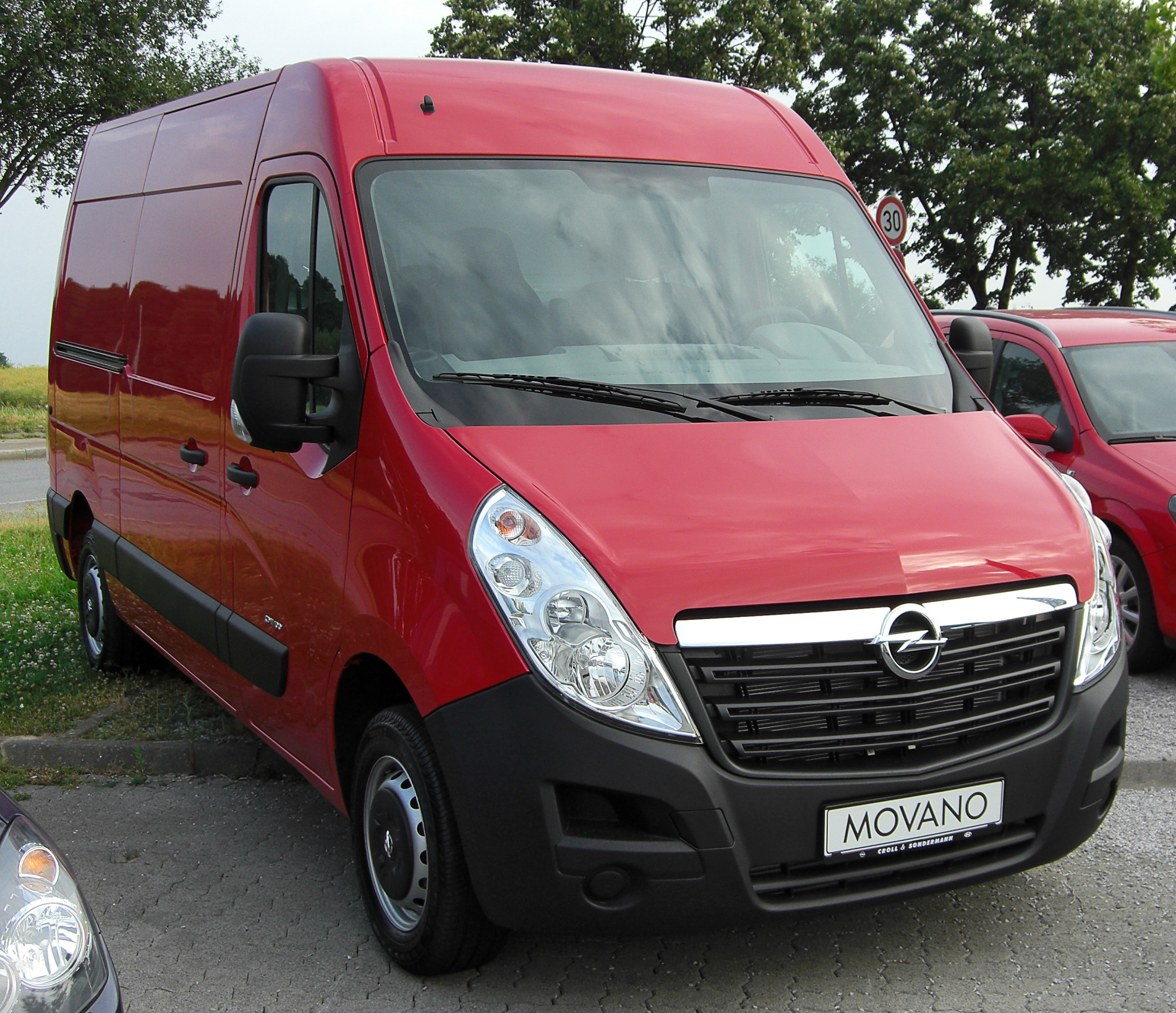
モヴァノB

2010年春に販売が開始された。ルノー・マスターおよび遅れて発表された日産・NV400とは兄弟車の関係にあたる。

## モヴァノC

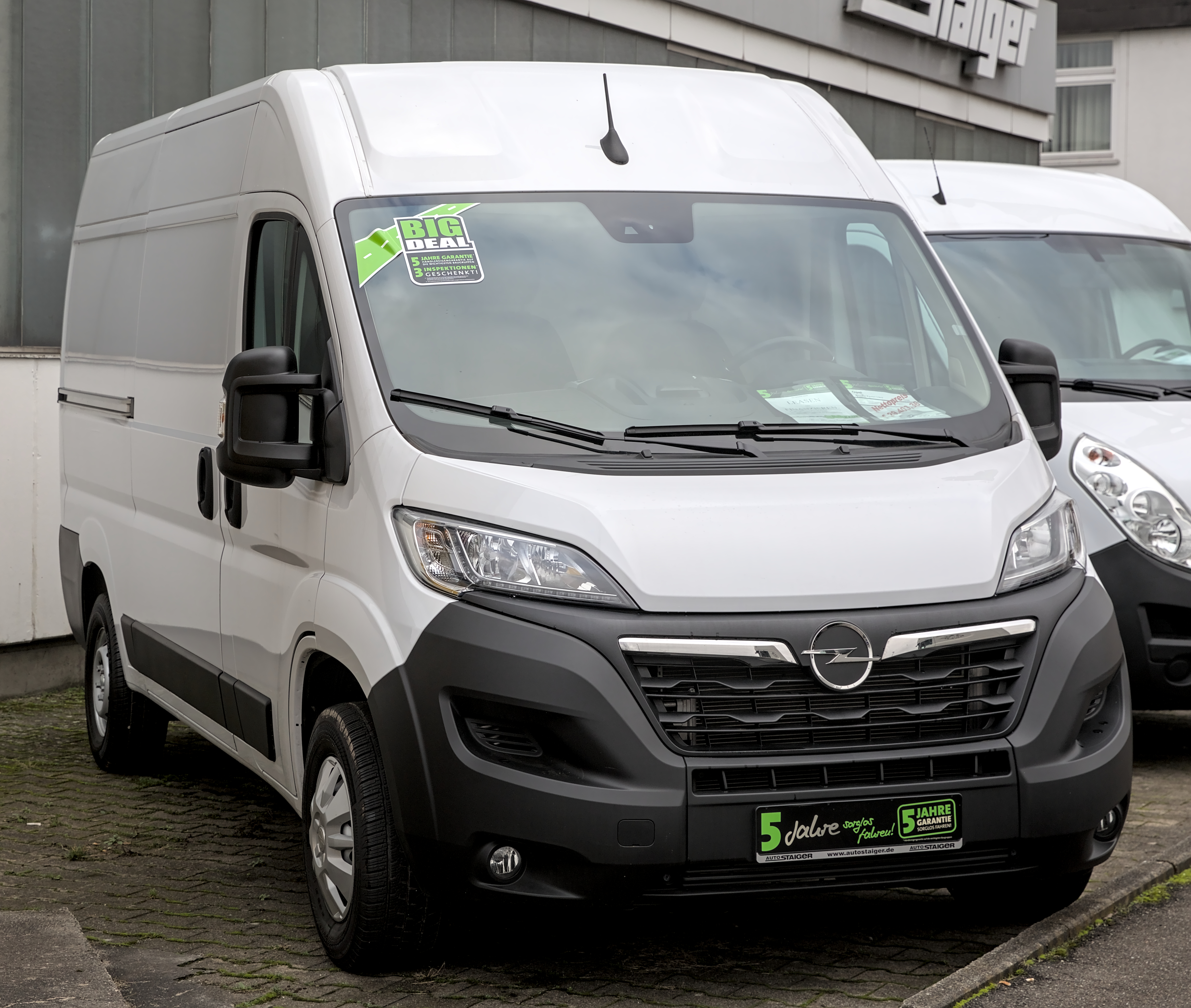
モヴァノC

2021年に販売開始。オペルがステランティス傘下となったため、ベースがフィアット・デュカトに変更されている。